# روژه استونا
روژه استونا (زاده ۲۶ فوریه ۱۹۹۹) یک ورزشکار دو و میدانی جامائیکایی است که در مسابقات پرتاب دیسک شرکت می‌کند و رکورد المپیکی پرتاب دیسک مردان متعلق به او و به میزان ۷۰/۰۰ متر (۷ اوت ۲۰۲۴، پاریس، فرانسه) است.